# 레오니다스 사바니스
레오니다스 사바니스(그리스어: Λεωνίδς Σαμπάνης, 알바니아어: Luan Shabani 루안 샤바니, 1971년 10월 28일 ~ )는 그리스의 전직 역도 선수로 1996년, 2000년과 2004년 하계 올림픽에서 그리스를 대표했다.
사바니스는 1971년 10월 28일에 알바니아에서 태어났다.
사바니스는 1989년 아테네 유럽 선수권 대회 페더급에서 동메달을 획득했다.
사바니스는 1991년에 그리스로 이주했으며 1993년부터 그리스를 대표했다. 그는 1996년 애틀란타 하계 올림픽과 2000년 시드니 하계 올림픽때 패더급에서 은메달을 땄다. 사바니스는 2004년 아테네 하계 올림픽에서 동메달을 획득했지만 도핑 파문으로 실격 처리되었다.